# Shutter – Widmo (film 2008)
Shutter – Widmo (ang. Shutter) – amerykański horror z 2008. Film jest hollywoodzkim remakiem jednego z najpopularniejszych azjatyckich filmów grozy o tym samym tytule.

## Opis fabuły
Świeżo upieczone małżeństwo, Ben (Joshua Jackson) i Jane (Rachael Taylor) wyjeżdżają do Tokio, gdzie Ben ma podjąć pracę jako fotograf. Niestety, podczas drogi do nowego domu Jane potrąca przechodzącą przez drogę kobietę, roztrzęsiona dzwoni na policję, jednak ta mimo poszukiwań nie odnajduje ofiary wypadku. Ze względu na pracę szybko kontynuują swoją podróż do stolicy Japonii, gdzie po jakimś czasie zapominają o przykrym incydencie. Benjamin podejmuje pracę jako fotograf, lecz po jakimś czasie z przykrością stwierdza, że na jego zdjęciach obraz jest zamazany, a w tle widać białe plamy. Po dokładniejszym zbadaniu zdjęć stwierdza, że te „plamy” to tak naprawdę sylwetka jakiejś osoby, która wciąż za nimi podąża. Jego żona stwierdza, iż może to być potrącona kobieta, szukająca zemsty na swoich zabójcach.

## Obsada
- Joshua Jackson – Benjamin Shaw
- Rachael Taylor – Jane Shaw
- Megumi Okina – Megumi Tanaka
- David Denman – Bruno
- John Hensley – Adam
- James Kyson Lee – Ritsuo
- Maya Hazen – Seiko
- Erica Leerhsen – Allison Carter
- Adrienne Pickering – Megan
- Yoshiko Miyazaki – Akiko